# Huerfano megye
Huerfano megye az Amerikai Egyesült Államokban, azon belül Colorado államban található. Megyeszékhelye és legnagyobb városa Walsenburg. Lakosainak száma 6820 fő (2020. április 1.). Huerfano megye Pueblo, Las Animas, Costilla, Alamosa, Custer és Saguache megyékkel határos.

## Népesség
A megye népességének változása:
| Lakosok száma | 6668 | 6509 | 6605 | 6519 | 6492 | 6820 |
|               | 2010 | 2011 | 2012 | 2013 | 2015 | 2020 |